# Brovello-Carpugnino
Brovello-Carpugnino é uma comuna italiana da região do Piemonte, província do Verbano Cusio Ossola, com cerca de 546 habitantes. Estende-se por uma área de 8 km², tendo uma densidade populacional de 68 hab/km². Faz fronteira com Armeno (NO), Gignese, Lesa (NO), Massino Visconti (NO), Stresa.

## Demografia
| Variação demográfica do município entre 1861 e 2011                               |
|                                                                                   |
| Fonte: Istituto Nazionale di Statistica (ISTAT) - Elaboração gráfica da Wikipedia |